# Municipio de South Fork (condado de Audrain)
El municipio de South Fork (en inglés: South Fork Township) es un municipio ubicado en el condado de Audrain en el estado estadounidense de Misuri. En el censo del año 2010 tenía una población de 5431 habitantes. Tiene una población estimada, en 2019, de 5236 habitantes.

## Geografía
El municipio de South Fork se encuentra ubicado en las coordenadas 39°9′29″N 91°50′8″O / 39.15806, -91.83556. Según la Oficina del Censo de los Estados Unidos, el municipio tiene una superficie total de 120.03 km², de la cual 117.78 km² corresponden a tierra firme y (1.87%) 2.25 km² es agua.

## Demografía
Según el censo de 2010, había 5431 personas residiendo en el municipio de South Fork. La densidad de población era de 45,25 hab./km². De los 5431 habitantes, el municipio de South Fork estaba compuesto por el 83.98% blancos, el 9.32% eran afroamericanos, el 0.48% eran amerindios, el 1.09% eran asiáticos, el 0.09% eran isleños del Pacífico, el 2.58% eran de otras razas y el 2.47% pertenecían a dos o más razas. Del total de la población el 4.79% eran hispanos o latinos de cualquier raza.